# Tricheco (Marvel Comics)
il Tricheco (Walrus), il cui vero nome è Hubert Carpenter, è un personaggio dei fumetti, creato da John Marc DeMatteis, Peter B. Gillis (testi) e Alan E. Kupperberg, pubblicato dalla Marvel Comics. La sua prima apparizione è in The Defenders (vol. 1) n. 131 (maggio 1984).

## Biografia del personaggio
Hubert Carpenter, nipote di uno scienziato pazzo, viene sottoposto ad una tecnologia sperimentale che lo rese forte e agile come un tricheco, ma anche non troppo intelligente.

## Poteri e abilità
Nonostante il suo corpo sia grasso e pesante, il Tricheco è piuttosto agile ed ha una forza molto elevata tanto che può competere con Rhino e Fenomeno. È in grado di trattenere il respiro sott'acqua per molto tempo, e il suo grasso lo protegge dal freddo. Non ha punti deboli a parte il suo non avere troppa materia grigia e Misty Knight (un'eroina senza poteri) è riuscita a batterlo solo con l'astuzia. Nonostante sia poco intelligente dimostra comunque una buona resistenza al controllo mentale tanto che neppure i poteri del professor Xavier hanno avuto effetto su di lui.